# العلاقات الإثيوبية البنينية
العلاقات الإثيوبية البنينية هي العلاقات الثنائية التي تجمع بين إثيوبيا وبنين.

## مقارنة بين البلدين
هذه مقارنة عامة ومرجعية للدولتين:
| وجه المقارنة                                              | إثيوبيا                        | بنين            |
| --------------------------------------------------------- | ------------------------------ | --------------- |
| المساحة (كم2)                                             | 1.10 مليون                     | 114.76 ألف      |
| عدد السكان (نسمة)                                         | 104.96 مليون                   | 11.18 مليون     |
| الكثافة السكانية (ن./كم²)                                 | 95.42                          | 97.42           |
| العاصمة                                                   | أديس أبابا                     | بورتو نوفو      |
| اللغة الرسمية                                             | اللغة الأمهرية                 | لغة فرنسية      |
| العملة                                                    | بير إثيوبي                     | فرنك غرب أفريقي |
| الناتج المحلي الإجمالي (بليون دولار)                      | 80.56 مليار                    | 9.27 مليار      |
| الناتج المحلي الإجمالي (تعادل القوة الشرائية) بليون دولار | 161.90 مليار                   | 22.38 مليار     |
| الناتج المحلي الإجمالي الاسمي للفرد دولار أمريكي          | 619                            | 762             |
| الناتج المحلي الإجمالي للفرد دولار أمريكي                 | 1.50 ألف                       | 2.03 ألف        |
| مؤشر التنمية البشرية                                      | 0.442                          | 0.480           |
| رمز المكالمات الدولي                                      | +251                           | +229            |
| رمز الإنترنت                                              | .et                            | .bj             |
| المنطقة الزمنية                                           | ت ع م+03:00، توقيت شرق أفريقيا | ت ع م+01:00     |

## منظمات دولية مشتركة
يشترك البلدان في عضوية مجموعة من المنظمات الدولية، منها:
| علم المنظمة | اسم المنظمة                                 | تاريخ انضمام إثيوبيا | تاريخ انضمام بنين |
| ----------- | ------------------------------------------- | -------------------- | ----------------- |
|             | الاتحاد البريدي العالمي                     | ?                    | ?                 |
|             | مؤسسة التنمية الدولية                       | 11 أبريل 1961        | 16 سبتمبر 1963    |
|             | منظمة حظر الأسلحة الكيميائية                | ?                    | ?                 |
|             | الأمم المتحدة                               | 13 نوفمبر 1945       | 20 سبتمبر 1960    |
|             | الاتحاد الأفريقي                            | ?                    | ?                 |
|             | وكالة ضمان الاستثمار متعدد الأطراف          | 13 أغسطس 1991        | 26 سبتمبر 1994    |
|             | منظمة الشرطة الجنائية الدولية               | ?                    | ?                 |
|             | مؤسسة التمويل الدولية                       | 20 يوليو 1956        | 5 فبراير 1987     |
|             | مجموعة دول أفريقيا والكاريبي والمحيط الهادئ | ?                    | ?                 |
|             | البنك الدولي للإنشاء والتعمير               | 27 ديسمبر 1945       | 10 يوليو 1963     |
|             | الاتحاد الدولي للاتصالات                    | 20 فبراير 1932       | 1961              |
|             | البنك الإفريقي للتنمية                      | ?                    | ?                 |
|             | يونسكو                                      | 1 يوليو 1955         | 18 أكتوبر 1960    |

## وصلات خارجية
- موقع وزارة الخارجية الإثيوبية